# Allisoniella nigra
Allisoniella nigra là một loài rêu tản trong họ Cephaloziellaceae. Loài này được (Rodway) R.M. Schust. miêu tả khoa học lần đầu tiên năm 1972.